# اسکوبی-دو (فیلم)

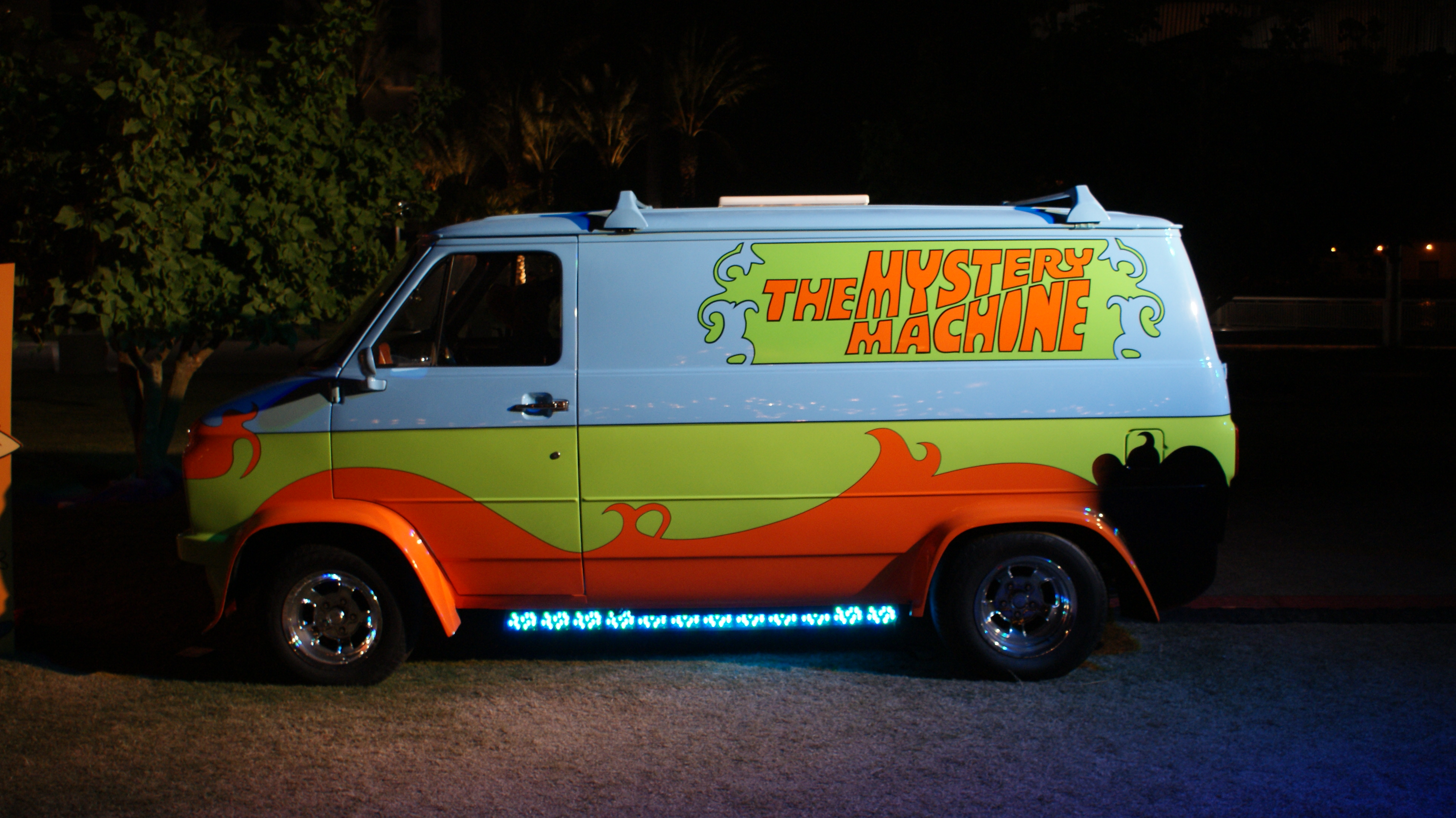
ماشین رمز و راز که در این فیلم بود

اسکوبی-دو (به انگلیسی: Scooby-Doo) فیلمی محصول سال ۲۰۰۲ به کارگردانی راجا گاسنل و محصول شرکت پویا نمایی هانا-باربرا است. در این فیلم سارا میشل گلر، فردی پرینز، متیو لیلارد، لیندا کاردلیانی، روآن اتکینسون، آیلا فیشر، میگوئل ای. نونیز جونیور و جی.پی مانوکس بازی کردند.
در سال ۲۰۰۴ دنباله این فیلم بانام اسکوبی-دو ۲ ساخته شد.